# Billionaire Boys Club
Billionaire Boys Club og Ice Cream er 2 tøjmærker designet af Pharrell Williams og Nigo, som er kendt for at havde desginet A Bathing Ape bedre kendt som BAPE. De begyndte produktionen i Tokyo i Japan.

## Historien
Produceren Pharrell som er kendt for at lave musik med Chad Hugo begyndte i 2005 at sammarbejde med mode iconet Nigo. De havde et sammarbejde Reebok til at lave sko. I dag går det rigtig godt for mærket som mange kendte mennesker går med. Af kendte kan nævnes Chris Brown, Lil Wayne, Snoop Dogg, Jay-z, Teriyaki Boyz, Bow Wow, Kanye West, Lupe Fiasco, T.I., Fabolous, Shae Haley, Chad Hugo og mange andre.
| Tøj | Spire Denne artikel om tøj, sko eller lignende er en spire som bør udbygges. Du er velkommen til at hjælpe Wikipedia ved at udvide den. |